# Anna Eufémie Radivilová
Anna Eufémie hraběnka Radivilová (polsky Anna Eufemia Radziwiłł, bělorusky Ганна Яўхімія Радзівіл, 1628 – 23. dubna 1663, Čenstochová) byla polsko-litevská šlechtična, dcera velkolitevského maršála Alexandra Ludvíka Radivila.

## Životopis
Narodila se v roce 1628 jako dcera Alexandra Ludvíka Radivila († 1654) a jeho první manželky Tekly Anny Volovičové († 1637). Měla sedm bratrů a čtyři sestry.
V roce 1642 se provdala za Stanislava Adolfa Denhoffa (1617 / 1620–1653), hejtmana věluňského, boleslavského, radomského, slonimského ad.
Z tohoto manželství se narodili dva synové:
- Zikmund Viktor Denhoff – od roku 1683 komorník věluňský a od roku 1693 pokladník Litevského velkoknížectví
- Alexandr Kašpar Denhoff. [2]

Anna Eufémie Radvilová, zemřela v Čenstochové 23. dubna 1663 a byla pochována v rodové hrobce Dennhoffů.

## V umění
Zachoval se portrét Anny Eufemie, rytina z roku 1694, kterou nachali zhotovit její synové, je uložena ve varšavském Národním muzeu.